# Mosquera
Mosquera – miasto w Kolumbii, w departamencie Cundinamarca.